# 羅怡文
- ラオックスホールディングス > 羅怡文
- 広済堂ホールディングス > 羅怡文
- アスコット (企業) > 羅怡文
- 中文産業 > 羅怡文

羅 怡文（ら いぶん、Yiwen Luo、1963年4月29日 - ）は、中華人民共和国上海市出身の実業家。中文産業社長、ラオックス（現：ラオックスホールディングス）社長、同会長、シャディ会長兼社長、アスコット (企業)会長、広済堂ホールディングス会長を歴任。

## 人物
上海市のサラリーマン家庭の出身。上海財経大学卒業後、上海市第一百貨商店（中国語版）勤務を経て1989年に来日。日本語学校を経て、1991年に東京大学大学院経済学研究科研究生、1996年に横浜国立大学大学院経済学研究科を修了。

### 実業界にて
1992年、在学中に、東京都池袋に中文書店を開店、中国語新聞『中文導報』を創刊。1995年、中文産業株式会社を設立し社長に就任、1997年に株式会社ラクラクコミュニケーションズ、2006年に上海新天地株式会社（現・日本観光免税株式会社）を設立し、それぞれ社長に就任する。

#### ラオックス再建・シャディ買収
2009年には日本観光免税が家電量販店ラオックスの主要株主になったことに伴い、同社の社長に就任。ラオックスを中国人向けの総合免税店に業態を転換し、経営の再建を図った。2015年には来日外国人による爆買いの代表店の経営者としてユーキャン新語・流行語大賞の年間大賞を受賞した。2016年には、2011年に北京で行われたSMAPの海外公演で知り合った飯島三智のために、彼女とメンバー3人の独立をラオックスとして支援した。
2018年にはギフト屋のシャディをラオックスとして傘下に収めた。

#### 安比高原・斑尾高原開発
2016年にはアジアゲートホールディングスや海外の投資家と組み、岩手ホテルアンドリゾートの経営に参画、安比高原のリゾート開発に乗り出し、ANAホテルズを3軒建設・転換させ、同地へハロウ安比校を誘致した。
2017年より同様の組み合わせで斑尾高原スキー場の開発に乗り出している。

#### 廣済堂会長・アスコット会長
2018年には廣済堂の争奪戦に参加し、澤田ホールディングス及び創業家の協力を得て筆頭株主に、経営に参画して会長となった。
澤田ホールディングス、中国平安保険との縁で、マンションデベロッパーのアスコット (企業)会長も務めている。
2024年6月より、 廣済堂HD会長兼CEOに、また東京博善取締役も兼務。

### 華僑として
2006年3月1日に中国大使館にて開かれた会員大会にて、日本中華総商会の副会長に選任。
2007年9月には、第9回世界華商大会を、全国政治協商会議委員の蔣暁松や神戸華僑総会会長の黄耀庭らとともに日本で開催すべく誘致活動を行い、組織委員会副主席として神戸市での開催に導いた。

### 家族
妻に中文産業代表取締役の李叶、娘に岩手ホテルアンドリゾート取締役、バーニーズジャパン社長、ハロウ安比校広報の羅佳儀（Penny Luo）。

## テレビ番組
- 日経スペシャル ガイアの夜明け 日本で起業する中国人 〜日中共生の途を探る〜（2002年8月18日、テレビ東京）[12]。

## 書籍
- 『隣の中国人 在日中国人「日本生活」体験手記集 』（編者:中文導報、訳者:凌雲鴻、監修:羅怡文 欧陽楽耕）（2000年12月10日、双葉社）ISBN 9784575291780

## インタビュー
- 「ラオックス株式会社 代表取締役社長　羅 怡文氏」【やまとごころ】2012年06月09日付
- 「ビジネスのスピードが勝敗を分ける 日本の経営者もグローバル感覚を身につけよ」【リーダーズファイル】2013年08月03日付
- 「ラオックスはいまや外国人でいっぱい」【東洋経済】2014年10月11日付
- 「【独白】ラオックス社長が語る、日本の「ガラパゴス芸能界」の果て」【ニューズピックス】2017年11月02日付
- 「ラオックスの羅怡文社長、「免税店だけに頼らない」」【BCN+R】2018年03月06日付
- 「ラオックスの羅怡文社長、空から海へ広がる動線に対応」【BCN+R】2018年03月20日付
- 「～30年間、見続けてきたから日本はもう一度輝く、と信じている～」【東京カレンダー】2020年01月21日付
- 「【ラオックス社長】社員が半分になっても「我々は前に進む」」【ニュースピック】2020年07月01日付
- 「ラオックス会長・羅 怡文が譲り受けた貴重かつ膨大なワイン・コレクションとは」【GOETHE】2022年09月18日付